# Pierre Klossowski
Pierre Klossowski (* 9. August 1905 in Paris; † 12. August 2001 daselbst) war ein französischer Schriftsteller, Übersetzer und Maler.
Pierre Klossowski verfasste zahlreiche Abhandlungen, u. a. über Marquis de Sade und Friedrich Nietzsche, mehrere Essays über literarische und philosophische Konzepte und fünf Erzählungen. Er übte mit seinen Schriften einen nachhaltigen Einfluss auf französische Denker aus, beispielsweise Jean-François Lyotard, Jacques Derrida, Gilles Deleuze und Michel Foucault. Er ist der ältere Bruder des Malers Balthazar Klossowski, besser bekannt als Balthus. Klossowski übersetzte zahlreiche Werke aus dem Deutschen und Lateinischen ins Französische, arbeitete an mehreren Filmen und illustrierte als Maler zahlreiche Szenen seiner Werke. Er trug in den späten 1930er Jahren inhaltlich zu den meisten Ausgaben von Georges Batailles Magazin Acéphale bei.

## Leben
Pierre Klossowski wurde 1905 in Paris geboren. Die Familie seines Vaters Erich war in der Mitte des 19. Jahrhunderts aus Ostpreußen eingewandert, die Mutter Elisabeth Dorothea Spiro („Baladine“) war Malerin und stammte aus Breslau. Sein Bruder Balthazar, der später als Maler „Balthus“ berühmt wurde, wurde 1908 geboren. Nach dem Ausbruch des Ersten Weltkriegs wurde die Familie des Landes verwiesen und ihr Vermögen eingezogen. Sie reisten erst nach Zürich und ließen sich schließlich in Berlin nieder. 1917 trennte sich das Ehepaar, die Mutter zog mit den Söhnen erst nach Bern, dann nach Genf. 1920 begann sie eine intime Beziehung mit Rainer Maria Rilke, der gewissermaßen zum Ersatzvater der Söhne wurde. Rilke verschaffte Pierre Klossowski eine Stelle als Sekretär bei André Gide in Paris, die er 1923 antrat. Gide wurde ebenfalls zu einer Art Vaterfigur für ihn. 1924 übersiedelten die Mutter Baladine und der Bruder Balthus nach Paris zu Pierre Klossowski. Ende 1926 starb Rilke, an seine Stelle als Mentor trat Pierre Jean Jouve, und Pierre Klossowski befreundete sich mit Jean Cocteau.
Pierre Klossowski begann seine schriftstellerische Arbeit 1930 mit einer Übersetzung von Hölderlin-Gedichten und der Übersetzung von Franz Kafkas Der Process. 1933 besuchte er die Hegel-Seminare von Alexandre Kojève, zusammen mit Maurice Merleau-Ponty, Georges Bataille, Jacques Lacan, Raymond Aron und André Breton. 1936 übersetzte er als erster Walter Benjamins Aufsatz Das Kunstwerk im Zeitalter seiner technischen Reproduzierbarkeit. Weiter übersetzte er Max Schelers Vom Sinn des Leidens und Robespierre von Friedrich Sieburg. Klossowski schloss sich der Geheimgruppe Acéphale von Bataille, Georges Ambrosino und André Masson an und begann, Beiträge für die gleichnamige Zeitschrift zu verfassen.
Im Winter 1939/1940 durchlebte Klossowski eine religiöse Krise. Er ging nach Lyon, wo er sich auf ein Mönchsdasein vorbereitete. Er schloss sich erst den Benediktinern an, dann den Dominikanern. 1941 trennte er sich von den Dominikanern und reiste nach Lyon zurück. 1943 kehrte er zurück nach Paris und traf sich wieder mit Bataille und Lacan. 1944 trat er der Gruppe Dieu Vivant bei, der auch Maurice Blanchot, Albert Camus und Jean-Paul Sartre angehörten. Ein Jahr später konvertierte er vorübergehend zum Protestantismus, bevor er 1946 katholischer Priester wurde. Im selben Jahr lernte er die 28-jährige Witwe und Widerstandskämpferin Denise Marie Roberte Morin-Sinclaire kennen, die er am 31. Juli 1947 heiratete. Sie brachte ihre zwei Kinder Frédérique und Jean Charles in die Ehe. 1947 erschien Klossowskis erstes Buch, Sade, mon prochain. 1949 starb sein Vater.
1950 veröffentlichte Klossowski seinen Roman La vocation suspendue, in dem seine religiösen Konflikte wiederzufinden sind. Im Jahr darauf starb sein Freund und Mentor André Gide. Nachdem sich Gallimard geweigert hatte, Roberte, ce soir zu verlegen, konnte Klossowski 1952 den Roman bei Éditions de Minuit unterbringen. 1955 zeigte er in privatem Rahmen in Paris sechs Kohlezeichnungen und er veröffentlichte Le bain de Diane ou la proie pour l’ombre. 1957 gab er das Zeichnen vorerst auf und konzentrierte sich auf das Schreiben. Er vollendete seine Roberte-Trilogie, veröffentlichte Essays und Übersetzungen. Der zweite Teil der Trilogie, La révocation de l’édit de Nantes erschien 1959, der dritte Teil, Le souffleur ou le théâtre de société, im Jahr 1960.
1961 ernannte André Malraux Balthus zum Direktor der Académie de France in Rom, wo ihn Pierre Klossowski mehrmals besuchte. 1965 bezog er mit seiner Frau eine Wohnung in Paris, in der das Paar bis zu seinem Lebensende wohnte. Les lois de l’hospitalité wurde als Trilogie nachgedruckt, allerdings wurde die Reihenfolge so umgestellt, dass Roberte, ce soir in die Mitte kam. Er veröffentlichte den Roman Le Baphomet, der Michel Foucault gewidmet ist und wofür er den Prix de la Critique erhielt. 1966 hatte er eine Nebenrolle als knausriger Getreidehändler in Robert Bressons Filmklassiker Zum Beispiel Balthasar. 1967 fand in der Pariser Galerie Le Cadran Solaire Klossowskis erste öffentliche Ausstellung statt. 1968 unterzeichnete er gemeinsam mit Jean-Paul Sartre, Maurice Blanchot und Jacques Lacan ein Manifest zur Unterstützung der Studentenrevolte. Gilles Deleuze verwies in seinen Werken Differenz und Wiederholung und Logik des Sinns auf Klossowskis Vortrag über Nietzsche. Klossowskis 1969 erschienenes und Deleuze gewidmetes Buch Nietzsche et le cercle vicieux enthält Nietzsche-Vorträge und beeinflusste die zeitgenössischen Denker stark. Foucault bezeichnete es als das „bedeutendste philosophische Werk, das ich – Nietzsche inklusive – gelesen habe.“ Im September 1969 starb Klossowskis Mutter Baladine.
Die 1970er Jahre waren vor allem geprägt durch das Zeichnen und seine Arbeit am Film. Mit dem Regisseur Pierre Zucca arbeitete er 1970 an einer Luxusausgabe von La monnaie vivante, eine Zusammenarbeit, die in Zuccas Filmen Roberte (1978) Roberte interdite (1979) kulminierte. Ebenfalls in diese Periode fallen die Fernsehproduktionen La vocation suspendue und L’Hypothèse du Tableau volé von Raoul Ruiz sowie Ausstellungen in Paris, Mailand, Turin und Antwerpen. Jean-François Lyotards Économie libidinale (1974) und Gilles Deleuzes und Félix Guattaris L’Anti-Oedipe: capitalisme et schizophrénie (1972) verweisen auf Klossowskis Schriften.
In den 1980er Jahren waren Klossowskis Zeichnungen in zahlreichen Ausstellungen zu sehen, so in Paris, Bern, Kassel, Nizza, Zürich, New York, Nantes, Tokyo und Köln. Theatertruppen führten Stücke auf: Roberte, ce coir, welches Klossowski missfiel, und Le bain de Diane. Es erschienen Essays zu und Sonderhefte über Klossowski. Helmut Newton fotografierte das Ehepaar Klossowski in der Rolle der Roberte. 1987 veröffentlicht Klossowski Roberte et Gulliver suivi de fragments d’une lettre à Michel Butor.
Ab 1990 fanden zahlreiche weitere Ausstellungen statt, in denen Klossowski auch Skulpturen zeigte. 1994 wurde L’adolescent immortel publiziert. Klossowski gab das Zeichnen aufgrund seiner abnehmenden Sehkraft auf. 1995 und 1996 fanden internationale Klossowski-Konferenzen in Wien und Genf statt, an denen das Ehepaar Klossowski teilnahm. 1998 erlitt Pierre Klossowski zwei Schlaganfälle, die zur vollständigen Erblindung führten. Pierre Klossowski starb am 12. August 2001 und wurde auf dem Friedhof von Montparnasse bestattet.

## Werke (Auswahl)
- Sade, mon prochain. Seuil, Paris 1947 (erw. NA: ebd. 1967)
  - Deutsch: Sade, mein Nächster, mit Der ruchlose Philosoph. Übers. Gabriele Ricke, Ronald Voullié und Marion Luckow. Passagen Verlag, Wien 1996, ISBN 3-85165-200-2.[1]
- La Vocation suspendue. Gallimard, Paris 1950-
  - Deutsch: Die aufgehobene Berufung. Übers. Peter Süß, Nachwort Andreas Pfersmann. Matthes & Seitz, Berlin 1997, 2002, ISBN 3-88221-271-3.
- Le Bain de Diane. Jean-Jacques Pauvert, Paris 1956.
  - Deutsch: Das Bad der Diana. Rowohlt, Reinbek 1970 (wieder: Brinkmann & Bose, Berlin 1982).
- Un si funeste désir. ebd. 1963.
- Les Lois de l'hospitalité - La Révocation de l'Édit de Nantes / Roberte ce soir / Le Souffleur. 1959, 1953, 1960 (Roberte als Grafikmotiv zweifach enthalten in der dt. Ausgabe von La ressemblance, s. u.), Gallimard, Paris 1965.
  - Deutsch: Die Gesetze der Gastfreundschaft. Rowohlt, Reinbek 1966 (wieder: Kadmos, Berlin 2002).
  - Roberte Ce Soir and the Revocation of the Edict of Nantes. Dalkey Archive, 2002, ISBN 1-56478-309-X.
- Le Baphomet. Mercure de France, Paris 1965
  - Deutsch: Der Baphomet. Rowohlt, Reinbek 1968
- Justine et Juliette. Vorwort zu Donatien Alphonse François de Sade: Œuvres complètes, Bd. 6. Cercle du livre, Paris 1966.
  - deutsch: Justine und Juliette. In: Lektüre zu de Sade. Hg. und Übers. Bernhard Dieckmann, François Pescatore. Stroemfeld - Roter Stern, Frankfurt am Main 1981, ISBN 3-87877-163-0, S. 49–60.
- L’androgyne dans la représentation sadienne. Tel Quel, № 18. Du Seuil, Paris 1967.
  - deutsch: Das Androgyne in der sadianischen Representation. In: Lektüre zu de Sade, S. 111–114.
- Origines cultuelles et mythiques d’un certain comportement des dames romaines. Editions Fata Morgana, Montpellier 1968.
  - Deutsch: Kultische und mythische Ursprünge gewisser Sitten der römischen Damen. Merve, Berlin 1979, ISBN 978-3-88396-005-0.
- Nietzsche et le cercle vicieux. Mercure de France, Paris 1969.
  - Deutsch: Nietzsche und der Circulus vitiosus deus. Nachwort Gerd Bergfleth. Matthes & Seitz, München 1986, ISBN 3-88221-231-4.
- La Monnaie vivante. Eric Losfeld, Paris 1970.
  - Deutsch: Lebendes Geld. Bremen 1982. Neuübersetzung: Die lebende Münze, Kadmos, Berlin 1998, ISBN 978-3-93165912-7.
- Sade et Fourier. In Les derniers travaux de Gulliver suivi de Sade et Fourier. Fata morgane, Montpellier 1974, S. 33–77.
  - Deutsch: Sade und Fourier. In: Lektüre zu de Sade, S. 213–234.
- La Ressemblance. Editions Ryôan-ji, Marseille 1984.
  - Deutsch: Die Ähnlichkeit. Gachnang & Springer, Bern 1986, ISBN 3-906127-11-7. (Darin farbige Grafiken von Klossowski: Milady et le bourreau de Lille 1972, Gulliver marchandant avec Roberte (1980), Roberte ce soir. Seconde version (1984). Und eine s/w Grafik: Grande Esquisse pour „Les barres parallèles“ (1975))
- Écrits d’un monomane. Essais 1933-1939. Gallimard, Paris 2001.
- Tableaux vivants. Essais critiques 1936-1983. Gallimard, Paris 2001.
- L'adolescent immortel. Gallimard, Paris 2001.
- Divertimento für Gilles Deleuze. Merve Verlag,  Berlin 2005, ISBN 978-3-88396-206-1.
- Unter dem Diktat des Bildes. Ein Gespräch mit Rémy Zaugg. Turia & Kant, Wien 2009, ISBN 978-3-85132-546-1.

### Übersetzungen (Auswahl)
Klossowski übersetzte Vergil, Sueton, Augustinus und Tertullian aus dem Lateinischen. Aus dem Deutschen übersetzte er u. a. Wittgenstein, Heidegger, Sören Kierkegaard, Hölderlin, Franz Kafka, Nietzsche, Max Scheler, Otto Flake, Johann Georg Hamann, Georg Wilhelm Friedrich Hegel, Paul Klee, Li-Yu, Rainer Maria Rilke, Lou Andreas-Salomé und Walter Benjamin ins Französische.
- Ludwig Wittgenstein: Tractatus logico-philosophicus. (frz.: Tractatus logico-philosophicus suivi de Investigations philosophiques)
- Martin Heidegger: Nietzsche.
- Friedrich Nietzsche: Die fröhliche Wissenschaft. (frz.: Le Gai Savoir, zuerst 1957)
- Friedrich Sieburg: Es werde Deutschland (frz. 1936)
- Max Scheler: Vom Sinn des Leidens. (frz. 1936)
- Johann Georg Hamann: Biblische Betrachtungen eines Christen. (frz.: Les méditations bibliques de Hamann, avec une étude de Hegel, 1948)
- Joseph Buttinger: Am Beispiel Österreichs. Ein geschichtlicher Beitrag zur Krise der sozialistischen Bewegung. (frz.: 1956)

## Theater
- Pierre Klossowski – Lebendes Geld. Uraufführung: Berlin 2008. Inszenierung: Christian Bertram[2]